# Васильєвка (Бікінський район)
Васи́льєвка (рос. Васильевка) — село у складі Бікінського району Хабаровського краю, Росія. Входить до складу Оренбургського сільського поселення.

## Населення
Населення — 33 особи (2010; 37 у 2002).
Національний склад (станом на 2002 рік):
- росіяни — 87 %